# 汤加护照
汤加护照是汤加王国政府签发给汤加公民的旅行证件。

## 签证要求
汤加政府已于2015年11月20日与申根区国家签署了互免签证协议。
根据2025年1月8日发布的亨利护照指数，汤加护照可免签证、落地签证或电子签证入境131个国家和地区，位居世界第39，与萨摩亚护照并列。

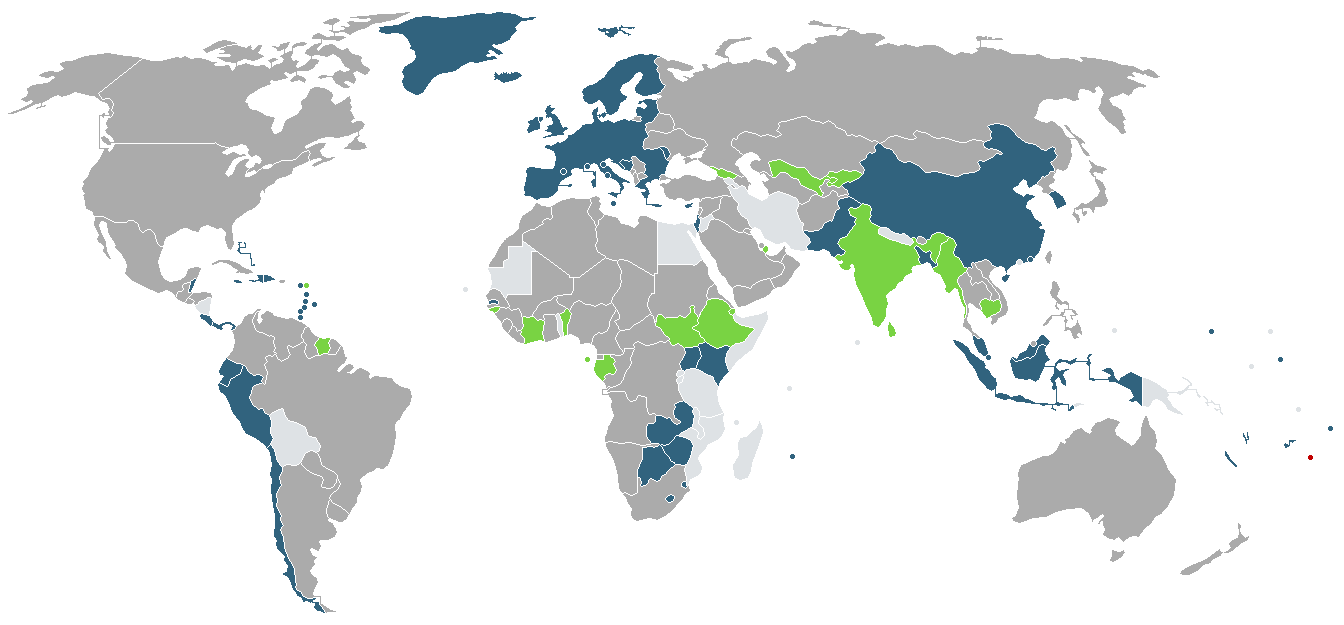
汤加公民签证要求
汤加
免签证
落地签